# Затевахин, Дмитрий Юрьевич
Дмитрий Юрьевич Затевахин (30 августа 1964, Ярославль — 8 января 2004) — советский и российский хоккеист, нападающий. Мастер спорта СССР.

## Биография
Воспитанник ярославского хоккея. Начинал играть в команде класса «Б» в сезоне 1981/82 «Метеор» (Рыбинск). С 1982 года играл во второй лиге за СКА Хабаровск. С сезона 1984/85 играл за «Торпедо» Ярославль, за которое провёл 11 сезонов.
Выступал за «Ауронцо» (Ауронцо-ди-Кадоре, Италия, 1992/93), 26 февраля 1996 года провёл матч за «Химик» Воскресенск, играл за «Альба Волан» (Венгрия, 1996), «Нефтехимик» Нижнекамск (1996/97 — 1997/98), «Нефтехимик-2» (1997/98).
После завершения хоккейной карьеры работал грузчиком, дважды разводился.
Скончался 8 января 2004 года в возрасте 39 лет.